# 魏城文風塔
魏城文風塔位於四川省綿陽市遊仙區，文物遺址年代判定為清。2012年7月16日公佈為第八批四川省文物保護單位。
魏城文風塔位於四川省綿陽市游仙區魏城鎮東南山環水繞的塔子梁上，清光緒五年（1879）由魏城驛悉李蕃倡建，是一處典型的清代文風塔。文風塔為六棱十三層密簷式磚塔，坐東向西，通高32公尺，基礎由紅砂石砌成，塔身由青磚白灰砌成，塔身自下而上逐漸收分，每兩層交匯處由青磚疊澀出簷。一層西側開有高2.36公尺，寬0.92公尺的圓拱門，塔身一至四層為空心，以上為實心。在一至四層的內牆面上，鑲嵌了刻有二十六首當時魏城及江油等地文人雅士吟詠文風塔的詩文石刻二十八塊，分別用隸、草、行、楷等書體寫成，其內容、形式交相輝映，反映了當時魏城文風的興盛以及李蕃等人倡導文教的盛況。1985年，綿陽市人民政府公佈為市級文物保護單位。